# ロルシュ修道院
座標: 北緯49度39分13秒 東経8度34分11秒 / 北緯49.65361度 東経8.56972度
ロルシュ修道院（ロルシュしゅうどういん、ドイツ語: Kloster Lorsch）又は、ロルシュ帝国修道院（ロルシュていこくしゅうどういん、ドイツ語: Reichsabtei Lorsch; ラテン語: Laureshamense Monasterium）は、ヴォルムスの約 10 km 東に位置する町ロルシュに遺構が残る修道院で、カロリング朝の修道院の中では特によく知られたものの一つである。その遺構は廃墟と化しているが、ドイツにおける前ロマネスク期の建造物群の中で、最も重要な部類に属する。また、1170年代にまとめられたロルシュのコデックスに含まれるその年代記は、中世初期のドイツ史に関する基本史料となっている（コデックスは現在ヴォルムス州立古文書館所蔵）。修道院の旧蔵書には、ロルシュのコデックス・アウレウス（Codex Aureus of Lorsch）なども含まれている。785/786年以後ロルシュで執筆された、『ロルシュ年代記』（Annales  Laureshamenses）は、703年から803年までの、他の文書に記されていない無数の事件を記録している。
かつての楼門である「王の門」（Königshalle）は9世紀に皇帝ルドヴィーコ3世によって建てられたもので、カロリング王朝時代の様式を伝える建造物として、古さ、美しさの両面から極めて重要なものである。この門は古代ローマの凱旋門の様式と、、西ゴート・アングロサクソン的特性をもったゲルマンの王邸（ないし王宮広間）（germanische Königshalle westgotisch-angelsächsischer Prägung）の様式が折衷されたものという点でも、稀少なものである。庭にはハーブ園もある。
この旧修道院は1991年にユネスコの世界遺産に登録された。

## 歴史
ロルシュ修道院の歴史の始まりは、西暦764年に遡る。その年に、フランク王国の貴族カンコル（Cancor）と寡婦になっていた彼の母ヴィリスヴィンダ（Williswinda）が、自身の所領ラウリッサ（Laurissa, 現ロルシュ）に領主私有聖堂と修道院を建てたのである。彼らはその管理をカンコルの甥にあたるメス大司教のクロデガング（Chrodegang）に委ねた。クロデガングは、修道院と聖堂を聖ペテロに奉献し、最初の修道院長となった。
信心深いカンコルたちは、更なる寄付によってこの新しい修道院を豊かにしていった。766年にクロデガングはメス大司教としての職務を理由に、ロルシュの修道院の管理を離れ、代わりに14人のベネディクト会修道士たちとともに、後継者として弟のグンデランド（Gundeland）をロルシュに送った。グンデランドは、修道院に巡礼者たちを集めるために、ローマ教皇パウルス1世から、聖ナザリウス（Nazarius）の遺骸を手に入れた。聖ナザリウスはディオクレティアヌス帝の時代に3人の仲間とともに殉教した聖人である。765年7月11日にその聖遺物が届くと、荘厳な儀式が執り行われ、バシリカ式聖堂に納められた。それ以降、この修道院とバシリカは、聖ナザリウスにあやかるかたちで有名になった。中心の聖堂は、カール大帝の治世下にあたる774年に、マインツ大司教によって聖ペテロ、聖パウロ、聖ナザリウスの三者に献堂された。聖ナザリウスの聖遺物がロルシュにやって来たことで様々な奇跡譚が作り上げられたとされ、ヨーロッパ各地から巡礼者たちが訪れるようになった。
9世紀には、ロルシュ修道院の付属図書館と写字室は、ドイツの文化的中心地の一つになった。9世紀の蔵書目録は4種現存しているが、それらは図書館が西洋古典とキリスト教神学の両方で豊かな蔵書を誇っていたことを示している。すでにカロリング時代にユウェナリウスとペルシウスの有名なピトエアヌス本がここで書かれ、 セネカの『恩恵について』（De beneficiis）と『仁慈について』（De Clementia）の主要な写本やウェルギリウスのパラティヌス本を所有していた。なお、「11世紀にロルシュで書かれたキケロの『善悪の究極について』（De finibus）の現存最古で最良の写本（Vat.Pal.lat. 1513）と、キケロの重要な著作集の写本」も特筆すべきである。
ローマ教皇たちや皇帝たちは、この修道院に様々な特権や、アルプスから北海に至る範囲のいくつもの領地を与えたため、ほどなくしてロルシュ修道院は単に金銭的に富裕であるというだけではなく、政治的影響力の根拠地ともなったのである。修道院は帝国修道院（Reichsabtei）となり、神聖ローマ皇帝に唯一直接的に臣従することになった。修道院の地位は、カロリング朝の2人の王ルートヴィヒ2世とルートヴィヒ3世が葬られていたことで、強調されていた。

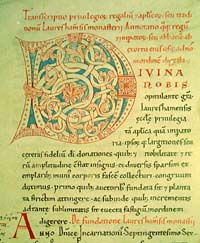
カロリング朝式の小文字でロルシュの土地所有について詳述している「ロルシュ・コデックス」の劈頭

主権者としての利益を享受してたロルシュ修道院は、様々な地方の封土や多くの戦争に巻き込まれるようになった。ベネディクト会派の46人の修道院長が管理した後、最後の修道院長コンラートは1226年に教皇グレゴリウス9世によって退位させられた。そして1232年には神聖ローマ皇帝フリードリヒ2世の影響のもと、ロルシュはマインツ大司教ジークフリート3世（Siegfried III）のものとなり、その文化的・政治的独立性を謳歌していた時代は終りを告げた。
1248年には、教皇ケレスティヌス4世の許可を得たプレモントレ派会士たちが修道院の管理にあたることになり、それはロルシュやその周辺地方がルター派やカルヴァン派の君主たちの手に落ちた1556年まで続いていた。修道院に残っていた修道士たちは年金を与えられ、追い出された。
プファルツ選帝侯オットー・ハインリヒは、ロルシュの解体に先立つ1557年から1563年にかけて、付属図書館の蔵書をハイデルベルクに移送し、有名なビブリオテカ・パラティナ（Bibliotheca Palatina）を設立した。1623年にハイデルベルクを占領したバイエルン選帝侯マクシミリアン1世は、手稿や写本196函からなる素晴らしい文庫を教皇グレゴリウス15世に献上した。レオ・アラティウス（Leo Allatius）がローマへの移管を監督し、到着後はバチカン図書館の蔵書に組み込まれた。
三十年戦争中には、ロルシュとその周辺は大きな損害を蒙った。1621年にはロルシュの建物のほとんどが引き倒された。ロルシュの保有権がマインツ大司教の手に戻ると、一帯は再びカトリックを信仰する地域になった。ロルシュにとって壊滅的だった時期は、ルイ14世が起こした戦争に巻き込まれていた1679年から1697年のことであった。村々は全体が廃墟と化し、農家の家々は灰燼と帰し、修道院の建築物群もフランス兵によって燃やされた。無傷で残っていた区画は、第一次世界大戦前にはタバコ倉庫として使われていた。
『 ニーベルンゲンの歌』C写本前編末には、クリームヒルトの母ウーテが夫、ダンクラートの死後ロルシュ修道院を建設した。クリームヒルトは、夫のジークフリートの死後、夫の「魂とすべての人たちの冥福のために、惜しみなく黄金や宝石など多くの供物を捧げた。・・・夫の気高い白骨は、すぐさまロルシュの僧院のそばにきわめて丁重に葬られた。勇敢な英雄は今もなおそこの長い柩の中に横たわっている」と歌われている。

## 世界遺産
1991年に世界遺産に登録された。登録名は「ロルシュの修道院とアルテンミュンスター」である（アルテンミュンスターは「旧司教座聖堂」の意味）。

### 登録基準
この世界遺産は世界遺産登録基準のうち、以下の条件を満たし、登録された（以下の基準は世界遺産センター公表の登録基準からの翻訳、引用である）。
- (3) 現存するまたは消滅した文化的伝統または文明の、唯一のまたは少なくとも稀な証拠。
- (4) 人類の歴史上重要な時代を例証する建築様式、建築物群、技術の集積または景観の優れた例。